# Diffamazione delle religioni e le Nazioni Unite
La diffamazione delle religioni è un problema che è stato ripetutamente indirizzato da alcuni membri degli stati delle Nazioni Unite (NU) dal 1999. Molte decisioni non vincolanti sono state votate ed accettate nelle sedi internazionali condannando la "diffamazione delle religioni". 

## Storia
Il movimento, sponsorizzato in nome dell'Organizzazione della Conferenza Islamica, richiede di proibire le espressioni che avrebbero "alimentato la discriminazione, l'estremismo e la percezione errata che porta alla polarizzazione ed alla frammentazione con pericolose conseguenze impreviste e imprevedibili". 

## Critiche
Gruppi religiosi, attivisti dei diritti umani, attivisti della libertà di parola e molti paesi nell'Ovest hanno condannato la decisione sostenendo che equivale ad una legge sulla blasfemia internazionale. Le critiche delle decisioni che includono i gruppi sui diritti umani sostengono sono che sono utilizzati per rafforzare politicamente le leggi nazionali di diffamazione anti-blasfemia e religiose, che vengono utilizzati per imprigionare giornalisti, studenti e altri dissidenti politici pacifici.